# Leichtathletik-Weltmeisterschaften 2011/Teilnehmer (Elfenbeinküste)
| Gelbes Symbol für Goldmedaillen mit stilisierten Olympischen Ringen | Graues Symbol für Silbermedaillen mit stilisierten Olympischen Ringen | Braundes Symbol für Bronzemedaillen mit stilisierten Olympischen Ringen |
| ------------------------------------------------------------------- | --------------------------------------------------------------------- | ----------------------------------------------------------------------- |
| —                                                                   | —                                                                     | —                                                                       |

Der Leichtathletik-Verband der Elfenbeinküste stellte bei den Leichtathletik-Weltmeisterschaften 2011 im koreanischen Daegu zwei Teilnehmer.

## Ergebnisse

### Männer

#### Laufdisziplinen
| Athlet            | Disziplin | Vorlauf | Vorlauf | Halbfinale    | Halbfinale    | Finale        | Finale        |
| Athlet            | Disziplin | Zeit    | Platz   | Zeit          | Platz         | Zeit          | Platz         |
| ----------------- | --------- | ------- | ------- | ------------- | ------------- | ------------- | ------------- |
| Ben Youssef Meïté | 100 m     | 10,45 s | 28      | ausgeschieden | ausgeschieden | ausgeschieden | ausgeschieden |
| Ben Youssef Meïté | 200 m     | 20,97 s | 33      | ausgeschieden | ausgeschieden | ausgeschieden | ausgeschieden |

### Frauen

#### Sprung/Wurf
| Athletin             | Disziplin  | Qualifikation | Qualifikation | Finale        | Finale        |
| Athletin             | Disziplin  | Weite/Höhe    | Platz         | Weite/Höhe    | Platz         |
| -------------------- | ---------- | ------------- | ------------- | ------------- | ------------- |
| Kazai Suzanne Kragbé | Diskuswurf | 57,55 m       | 19            | ausgeschieden | ausgeschieden |